# جورجو کینالیا
جورجو کینالیا (به ایتالیایی: Giorgio Chinaglia) بازیکن فوتبال اهل ایتالیا است 

## تیم ملی
از سال ۱۹۷۲ میلادی عضو تیم ملی فوتبال ایتالیا بوده و در ۱۴ بازی ملی حضور داشته‌است. او در بازی‌های ملی‌اش ۴ گل به ثمر رساند.
جورجو کینالیا آخرین بازی ملی خود را در سال ۱۹۷۵ میلادی انجام داد.